# (11746) Thomjansen
(11746) Thomjansen (1999 NG4) – planetoida z pasa głównego asteroid okrążająca Słońce w ciągu 3,29 lat w średniej odległości 2,21 j.a. Odkryta 13 lipca 1999 roku.